# Mapa de memoria
Un mapa de memoria (del inglés memory map) es una estructura de datos (tablas) que indica cómo está distribuida la memoria. Contiene información sobre el tamaño total de memoria y las relaciones que existen entre direcciones lógicas y físicas, además de poder proveer otros detalles específicos sobre la arquitectura del computador.
Los mapas de memoria suelen ser creados usualmente por el firmware para dar información al núcleo del sistema operativo sobre cómo está distribuida la memoria.